# Muzyka liturgiczna
Muzyka liturgiczna – muzyka służąca obrzędowi religijnemu, która według zaleceń władz danego kościoła jest odpowiednia przy odprawianiu liturgii.
W Kościele katolickim reguły komponowania i wykonywania utworów muzycznych są skodyfikowane. Określają je dokumenty papieskie, soborowe, dykasterii watykańskich, episkopatów, wprowadzenia do ksiąg liturgicznych itp. Wśród najważniejszych dokumentów z ostatnich czasów można wymienić:
- motu proprio Tra le sollecitudini św. Piusa X (1903);
- konstytucja apostolska Divini cultus Piusa XI (1928);
- encyklika Mediator Dei Piusa XI (1947);
- encyklika Musicae sacrae disciplina Piusa XII (1955);
- konstytucja soborowa Sacrosanctum Concilium (1963);
- Instrukcja o muzyce w świętej liturgii Musicam sacram Świętej Kongregacji Obrzędów (5.03.1967);
- Instrukcja Konferencji Episkopatu Polski o muzyce kościelnej (14.10.2017).

Muzyka liturgiczna ma na celu głosić chwałę Boga i uświęcać człowieka. Jest ona integralną częścią liturgii (nie „oprawą muzyczną”).
Muzyka liturgiczna rozwinęła się z jednogłosowego chorału gregoriańskiego. Poprzez dodawanie doń głosów powstawały formy wielogłosowe: organum, konduktus, motet. Szczytową komplikację polifoniczną osiągnęła w twórczości kompozytorów niderlandzkich. Styl chóralny a cappella stał się wzorem muzyki kościelnej, uznanym przez Sobór trydencki (1545–1563). Barok w kościele katolickim rozwinął formy wokalno-instrumentalne, jak np.: msze, części liturgii godzin itp.
Najważniejszym instrumentem wykorzystywanym w liturgii są organy piszczałkowe, jednak używane są też inne instrumenty, określone przez dokumenty kościelne. Niedopuszczalne jest stosowanie instrumentów elektronicznych oraz używanych w muzyce rozrywkowej, a także odtwarzanie muzyki z nagrań.
Kościół luterański wykształcił swój własny chorał, śpiewany najpierw jednogłosowo, później zaś w technice nota contra notam (kontrapunkt).
Kościół prawosławny wykształcił odrębną formę muzyki liturgicznej, wywodzącej się z chorału południowosłowiańskiego i rozwijającą się od jednogłosowego stylu recytacyjno-psalmodycznego („śpiewy znamienne”), po wielogłosowy śpiew chóralny a cappella w stylu koncertującym.
Muzykę liturgiczną należy odróżnić od muzyki religijnej, to jest muzyki o tematyce religijnej, nie służącej jednak bezpośrednio liturgii chrześcijańskiej i muzyce obrzędowej, to jest muzyce użytkowej towarzyszącej obrzędom religijnym od czasów przedhistorycznych.